# Ngembat Padas
Ngembat Padas is een bestuurslaag in het regentschap Sragen van de provincie Midden-Java, Indonesië. Ngembat Padas telt 5704 inwoners (volkstelling 2010).